# Europese PGA Tour 2015
De Europese PGA Tour 2015 is het 44ste seizoen van de Europese PGA Tour, sinds 1972, en de 7de editie van Race To Dubai. Het seizoen begint met de Nedbank Golf Challenge, in december 2014, en zal eindigen met het Dubai World Championship, in november 2015. Er staan 47 toernooien op de kalender.

## Wijzigingen
In dit seizoen zijn er enkele wijzigingen ten opzichte van 2014:
Nieuwe toernooien
- Thailand Classic
- Shenzhen International
- Saltire Energy Paul Lawrie Matchplay
- AfrAsia Bank Mauritius Open
- Hero Indian Open: opgericht in 1964 en in dit seizoen voor het eerst op de kalender van de LET

Terugkerende toernooien
- European Open: laatste editie was in 2009
- British Masters: laatste editie was in 2008

Verdwenen toernooien
- Nelson Mandela Championship
- Volvo Golf Champions
- NH Collection Open
- The Championship at Laguna National
- Wales Open
- Perth International Golf Championship

## Kalender
| Data             | Data  | Toernooi                             | Baan                             | Land             | Winnaar                           | Score                             | Score                             | Info                                   |
| 2014             | 2014  | 2014                                 | 2014                             | 2014             | 2014                              | 2014                              | 2014                              | 2014                                   |
| ---------------- | ----- | ------------------------------------ | -------------------------------- | ---------------- | --------------------------------- | --------------------------------- | --------------------------------- | -------------------------------------- |
| 04-12            | 07-12 | Nedbank Golf Challenge               | Gary Player Country Club         | Zuid-Afrika      | Danny Willett                     | 270                               | –18                               |                                        |
| 11-12            | 14-12 | Alfred Dunhill Championship          | Leopard Creek Golf Club          | Zuid-Afrika      | Branden Grace                     | 268                               | –20                               |                                        |
| 2015             |       |                                      |                                  |                  |                                   |                                   |                                   |                                        |
| 08-01            | 11-01 | South African Open Championship      | Glendower Golf Club              | Zuid-Afrika      | Andy Sullivan po                  | 277                               | –11                               |                                        |
| 15-01            | 18-01 | Abu Dhabi Golf Championship          | Abu Dhabi Golf Club              | V.A.E.           | Gary Stal                         | 269                               | –19                               |                                        |
| 21-01            | 24-01 | Commercial Bank Qatar Masters        | Doha Golf Club                   | Qatar            | Branden Grace                     | 269                               | –19                               |                                        |
| 29-01            | 01-02 | Dubai Desert Classic                 | Emirates Golf Club               | V.A.E.           | Rory McIlroy                      | 266                               | –22                               |                                        |
| 05-02            | 08-02 | Maybank Malaysian Open               | Kuala Lumpur Golf & Country Club | Maleisië         | Anirban Lahiri                    | 272                               | –16                               |                                        |
| 12-02            | 15-02 | Thailand Classic                     | Black Mountain Golf Club         | Thailand         | Andrew Dodt                       | 272                               | –16                               | Nieuw toernooi                         |
| 19-02            | 22-02 | Hero Indian Open                     | Delhi Golf Club                  | India            | Anirban Lahiri po                 | 277                               | –7                                |                                        |
| 26-02            | 01-03 | Joburg Open                          | Royal J&K Golf Club              | Zuid-Afrika      | Andy Sullivan                     | 270                               | –17                               |                                        |
| 05-03            | 08-03 | WGC-CA Championship                  | Doral Golf Resort & Spa          | Verenigde Staten | Dustin Johnson                    | 279                               | –9                                |                                        |
| 05-03            | 08-03 | Africa Open                          | East London Golf Club            | Zuid-Afrika      | Trevor Fisher jr.                 | 264                               | –24                               |                                        |
| 12-03            | 15-03 | Tshwane Open                         | Copperleaf Golf & Country Estate | Zuid-Afrika      | George Coetzee                    | 266                               | –14                               |                                        |
| 19-03            | 22-03 | Madeira Island Open                  | Santo da Serra Golf Club         | Portugal         | Geannuleerd vanwege het regenweer | Geannuleerd vanwege het regenweer | Geannuleerd vanwege het regenweer | Geannuleerd vanwege het regenweer      |
| 26-03            | 29-03 | Trophée Hassan II                    | Golf du Palais Royal             | Marokko          | Richie Ramsay                     | 278                               | –10                               |                                        |
| 09-04            | 12-04 | The Masters                          | Augusta National Golf Club       | Verenigde Staten | Jordan Spieth                     | 270                               | –18                               | Verslag                                |
| 16-04            | 19-04 | Shenzhen International               | Genzon Golf Club                 | China            | Kiradech Aphibarnrat po           | 276                               | –12                               | Nieuw toernooi                         |
| 23-04            | 26-04 | Volvo China Open                     | Tomson Shanghai Pudong Golf Club | China            | Ashun Wu                          | 279                               | –9                                |                                        |
| 29-04            | 03-05 | WGC-Match Play Championship          | TPC Harding Park                 | Verenigde Staten | Rory McIlroy                      | 4&2                               | 4&2                               |                                        |
| 07-05            | 10-05 | AfrAsia Bank Mauritius Open          | Heritage Golf Club               | Mauritius        | George Coetzee po                 | 271                               | –13                               | Nieuw toernooi                         |
| 14-05            | 17-05 | Open de España                       | Real Club de Golf El Prat        | Spanje           | James Morrison                    | 278                               | –10                               |                                        |
| 21-05            | 24-05 | BMW PGA Championship                 | The Wentworth Club               | Engeland         | An Byeong-hun                     | 267                               | –21                               | Toernooirecord                         |
| 28-05            | 31-05 | The Irish Open                       | Royal County Down Golf Club      | Noord-Ierland    | Søren Kjeldsen po                 | 282                               | –2                                |                                        |
| 04-06            | 07-06 | Nordea Masters                       | PGA of Sweden National           | Zweden           | Alex Noren                        | 276                               | –12                               |                                        |
| 11-06            | 14-06 | Lyoness Open                         | Diamond Country Club             | Oostenrijk       | Chris Wood                        | 273                               | -15                               |                                        |
| 18-06            | 21-06 | US Open                              | Chambers Bay Golf Club           | Verenigde Staten | Jordan Spieth                     | 275                               | -5                                |                                        |
| 25-06            | 28-06 | BMW International Open               | Golfclub München Eichenried      | Duitsland        | Pablo Larrazábal                  | 271                               | -17                               |                                        |
| 02-07            | 05-07 | Alstom Open de France                | Le Golf National                 | Frankrijk        | bernd Wiesberger                  | 271                               | -13                               |                                        |
| 09-07            | 12-07 | Scottish Open                        | Gullane Golf Club                | Schotland        | Rickie Fowler                     | 268                               | -12                               |                                        |
| 16-07            | 19-07 | The Open Championship                | St. Andrews Golf Club            | Schotland        | Zach Johnson                      | 273                               | -15                               |                                        |
| 23-07            | 26-07 | Omega European Masters               | Golf Club Crans-sur-Sierre       | Zwitserland      | Danny Willett                     | 263                               | -17                               |                                        |
| 30-07            | 02-08 | Madeira Island Open                  | Santo da Serra Golf Club         | Portugal         | Roope Kakko                       | 264                               | -24                               |                                        |
| 30-07            | 02-08 | Saltire Energy Paul Lawrie Matchplay | Murcar Links Golf Club           | Schotland        | Kiradech Aphibarnrat              | 1 hole                            | 1 hole                            | Nieuw toernooi                         |
| 06-08            | 09-08 | WGC - Bridgestone Invitational       | Firestone Country Club           | Verenigde Staten | Shane Lowry                       | 269                               | -11                               |                                        |
| 13-08            | 16-08 | US PGA Championship                  | Whistling Straits                | Verenigde Staten | Jason Day                         | 268                               | -20                               |                                        |
| 20-08            | 23-08 | Made in Denmark                      | Himmerland Golf Klub             | Denemarken       | David Horsey                      | 271                               | -13                               |                                        |
| 27-08            | 30-08 | D+D Real Czech Masters               | Albatross Golf Resort            | Tsjechië         | Thomas Pieters                    | 268                               | -20                               |                                        |
| 03-09            | 06-09 | M2M Russian Open                     | n.n.b.                           | Rusland          | Lee Slattery                      | 269                               | -15                               |                                        |
| 10-09            | 13-09 | KLM Open                             | Kennemer Golf & Country Club     | Nederland        | Thomas Pieters                    | 261                               | -19                               |                                        |
| 17-09            | 20-09 | Italiaans Open                       | Golf Club Milano                 | Italië           | Rikard Karlberg                   | 269                               | -19                               |                                        |
| 24-09            | 27-09 | Porsche European Open                | Golf Resort Bad Griesbach        | Duitsland        | Thongchai Jaidee                  | 267                               | -17                               | Laatste editie in 2009                 |
| 01-10            | 04-10 | Alfred Dunhill Links Championship    | St Andrews Links                 | Schotland        | Thorbjørn Olesen                  | 270                               | -18                               |                                        |
| 08-10            | 11-10 | British Masters                      | Woburn Golf Club                 | Engeland         | Matthew Fitzpatrick               | 269                               | -15                               | Laatste editie in 2008                 |
| 15-10            | 18-10 | Portugal Masters                     | Oceânico Golf                    | Portugal         | Andy Sullivan                     | 261                               | -23                               |                                        |
| 22-10            | 25-10 | USB Hong Kong Open                   | Hong Kong Golf Club              | Hongkong         | Justin Rose                       | 263                               | -17                               |                                        |
|                  |       |                                      |                                  |                  |                                   |                                   |                                   |                                        |
| The Final Series |       |                                      |                                  |                  |                                   |                                   |                                   |                                        |
| 29-10            | 01-11 | Turkish Airlines Open                | The Montgomerie Maxx Royal       | Turkije          | Victor Dubuisson                  | 266                               | -22                               |                                        |
| 05-11            | 08-11 | WGC-HSBC Champions                   | Sheshan International Golf Club  | China            | Russell Knox                      | 268                               | -20                               | eerste overwinning op de Europese Tour |
| 12-11            | 15-11 | BMW Masters                          | Lake Malaren Golf Club           | China            | Kristoffer Broberg po             | 271                               | -17                               | play-off gewonnen van Patrick Reed     |
| 19-11            | 22-11 | Dubai World Championship             | Jumeirah Golf                    | V.A.E.           | Rory McIlroy                      | 267                               | -21                               |                                        |

| Major |  | po = winnaar na play-off |